# Cercophana frauenfeldi
Cercophana frauenfeldi is een vlinder uit de familie nachtpauwogen (Saturniidae), onderfamilie Cercophaninae.
De wetenschappelijke naam van de soort is voor het eerst geldig gepubliceerd door Felder in 1862.